# Olimpiai rekordok listája gyorskorcsolyában
Ez a lista az olimpiai rekordokat tartalmazza gyorskorcsolyában.

## Férfiak
| Esemény               | Idő      | Sportoló(k)                                       | Nemzet                                       | Olimpia              | Dátum             | Forrás |
| --------------------- | -------- | ------------------------------------------------- | -------------------------------------------- | -------------------- | ----------------- | ------ |
| 500 méter             | 34,32    | Gao Tingyu                                        | Kína (CHN)                                   | 2022, Peking         | 2022. február 12. | [ 1 ]  |
| 500 méter × 2         | 69,23    | Casey FitzRandolph                                | Egyesült Államok (USA)                       | 2002, Salt Lake City | 2002. február 11. | [ 2 ]  |
| 1000 méter            | 1:07,18  | Gerard van Velde                                  | Hollandia (NED)                              | 2002, Salt Lake City | 2002. február 16. | [ 3 ]  |
| 1500 méter            | 1:43,21  | Kjeld Nuis                                        | Hollandia (NED)                              | 2022, Peking         | 2022. február 8.  | [ 4 ]  |
| 5000 méter            | 6:08,84  | Nils van der Poel                                 | Svédország (SWE)                             | 2022, Peking         | 2022. február 6.  | [ 5 ]  |
| 10 000 méter          | 12:30,74 | Nils van der Poel                                 | Svédország (SWE)                             | 2022, Peking         | 2022. február 11. | [ 6 ]  |
| Csapatverseny (8 kör) | 3:36,62  | Danyiil Aldoskin Szergej Trofimov Ruszlan Zaharov | Az Orosz Olimpiai Bizottság versenyzői (ROC) | 2022, Peking         | 2022. február 15. | [ 7 ]  |

## Nők
| Esemény               | Idő     | Sportoló(k)                                       | Nemzet          | Olimpia            | Dátum             | Forrás |
| --------------------- | ------- | ------------------------------------------------- | --------------- | ------------------ | ----------------- | ------ |
| 500 méter             | 36,94   | Nao Kodaira                                       | Japán (JPN)     | 2018, Phjongcshang | 2018. február 18. | [ 8 ]  |
| 500 méter × 2         | 74,70   | Lee Sang-hwa                                      | Dél-Korea (KOR) | 2014, Szocsi       | 2014. február 11. | [ 9 ]  |
| 1000 méter            | 1:13,19 | Takagi Miho                                       | Japán (JPN)     | 2022, Peking       | 2022. február 17. | [ 10 ] |
| 1500 méter            | 1:53,28 | Ireen Wüst                                        | Hollandia (NED) | 2022, Peking       | 2022. február 7.  | [ 11 ] |
| 3000 méter            | 3:56,93 | Irene Schouten                                    | Hollandia (NED) | 2022, Peking       | 2022. február 5.  | [ 12 ] |
| 5000 méter            | 6:43,51 | Irene Schouten                                    | Hollandia (NED) | 2022, Peking       | 2022. február 10. | [ 13 ] |
| Csapatverseny (6 kör) | 2:53,44 | Ivanie Blondin Valérie Maltais Isabelle Weidemann | Kanada (CAN)    | 2022, Peking       | 2022. február 15. | [ 14 ] |